# Childaid Network
Childaid Network ist eine überkonfessionelle und politisch unabhängige gemeinnützige Stiftung mit Sitz in Königstein im Taunus, deren Tätigkeitsschwerpunkt im Bereich Bildungsprojekte liegt. Zielsetzung des Kinderhilfswerkes Childaid Network ist es, benachteiligten Mädchen und Jungen in den Projektgebieten den Zugang zu guter Schulbildung und Berufsqualifizierung zu ermöglichen. Der geografische Schwerpunkt der Tätigkeiten der Stiftung liegt mit Nordostindien, Nepal, Bangladesch und Myanmar derzeit in Südasien.
Im Zeitraum von 2007 bis 2024 hat Childaid Network ca. 28 Millionen Euro in Projekte für Kinder investiert und mit dieser Summe Bildungsmaßnahmen für über 500.000 junge Menschen finanziert. Derzeit (Stand 2024) unterstützt Childaid Network in Zusammenarbeit mit ca. 35 lokalen und sechs internationalen Projektpartnern über 200.000 Kinder und Jugendliche an mehr als 1.000 Projektstandorten.
Größere Bekanntheit erlangte die Stiftung durch die Auswahl als Hilfsprojekt der Aktion F.A.Z.-Leser-helfen, der Vorstellung der Stiftung in der ZDF-Gala Ein Herz für Kinder und als Preisträger des Welt-Covid-19-Relief-Preises der Schweizer Großbank UBS.

## Geschichte
Die Stiftung Childaid Network wurde am 27. April 2007 von den Eheleuten Dr. Brigitta Cladders und Dr. Martin Kasper eingerichtet und mit dem notwendigen Grundkapital ausgestattet. Seit ihrer Gründung wird sie darüber hinaus von Sponsoren und privaten Spendern unterstützt. Zu den ersten Sponsoren gehörte bereits seit 2007 Accenture, 2009 kam die DZ BANK hinzu, ab 2010 das Teehaus Ronnefeldt. Es folgten Land Rover (2013), Tecis Holding (2017), terra (2018), Trivago (2019), Taunus Sparkasse (2018), AdEX Partners (2020) und IKARUS Tours (2024).
Die Projektarbeit begann 2007 mit der Hilfe für bedürftige Kinder in Assam. Für Jugendliche ohne Grundschulbildung wurden Abendschulen in Meghalaya, Arunachal Pradesh und Manipur eingerichtet und unterstützt. Seit 2008 werden auch Vorschulkinder gefördert. Seit 2010 werden auch Angebote für die berufliche Qualifizierung arbeitsloser junger Menschen entwickelt und gefördert.
In den Folgejahren wurden die Projekte schrittweise in Nachbarländer ausgeweitet. Seit 2008 unterstützt Childaid Network Projekte in Nepal, seit 2015 Schulprojekte in Bangladesch und seit 2016 Bildungsmaßnahmen in Myanmar. Nach dem Erdbeben in Nepal 2015 förderte Childaid Network den Wiederaufbau von 10 Schulen mit dem Projekt Dein Stein für Nepal.
Im Jahre 2012 war Childaid Network ausgewähltes Benefizprojekt des Rheingau Musik Festivals. Im Jahr darauf wurde Childaid Network als Hilfsprojekt der Aktion „F.A.Z.-Leser helfen“ ausgewählt. 2017 wurde das Projekt für bedürftige Kinder in Guwahati von Childaid Network in der Fernsehgala „Ein Herz für Kinder“ vorgestellt.
Im Februar 2020 besuchte Bundesentwicklungsminister Gerd Müller ein Projekt für Kindesschutz von Childaid Network in Guwahati (Nordostindien).

## Arbeitsschwerpunkte

### Projektarbeit in Indien, Nepal, Bangladesch und Myanmar

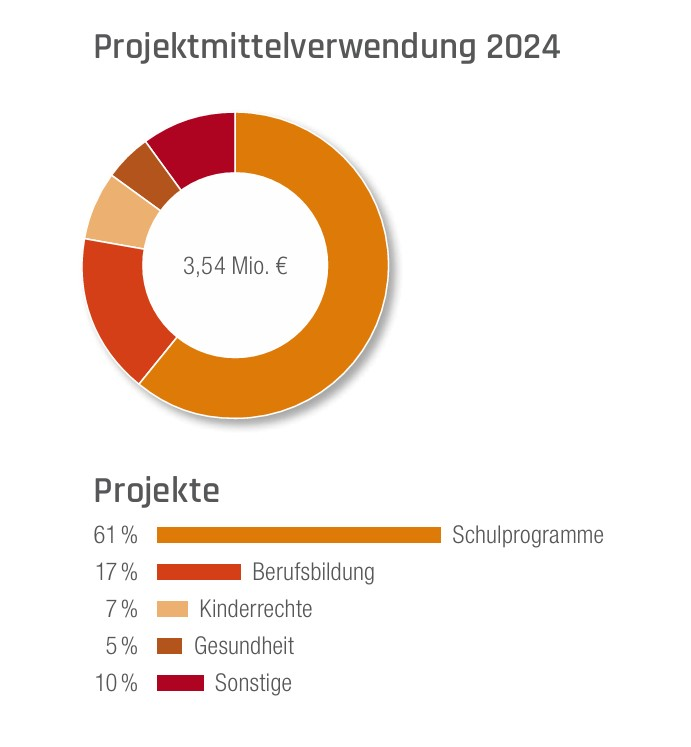
Childaid Network Mittelverwendung 2024

Im Fokus stehen benachteiligte Kinder und Jugendliche in den Städten, insbesondere aber auch in entlegenen ländlichen Gebieten. Ziel der Projektarbeit ist es, den Kindern und Jugendlichen Zugang zu ihrem Recht auf Bildung und gute Entwicklungschancen zu ermöglichen.

#### Schulprogramme
Ziel der Schulprogramme ist es, allen Kindern eine gute Grundbildung zu ermöglichen. Folgende Projektansätze kommen dabei zum Tragen:
- Brückenkurse für junge Menschen, die nie eingeschult wurden
- Abendkurse für Jugendliche, um versäumte Grundbildung nachzuholen
- Nachhilfezentren, um Kindern, die die Schule vorzeitig verlassen mussten, den Wiedereinstieg zu ermöglichen oder sie auf Examina vorzubereiten
- Vorschulprogramme, vor allem für Kinder aus benachteiligten Familien
- Barfußschulen für Kinder, die in entlegenen Gebieten aufwachsen
- Programme zur Qualitätsverbesserung an 1.126 staatlichen Schulen mit 12 lokalen Partnern (Stand 2024)
- Schließung der durch die COVID-19-Pandemie bedingten Lernlücken von Schülern und Schülerinnen

#### Berufsbildung

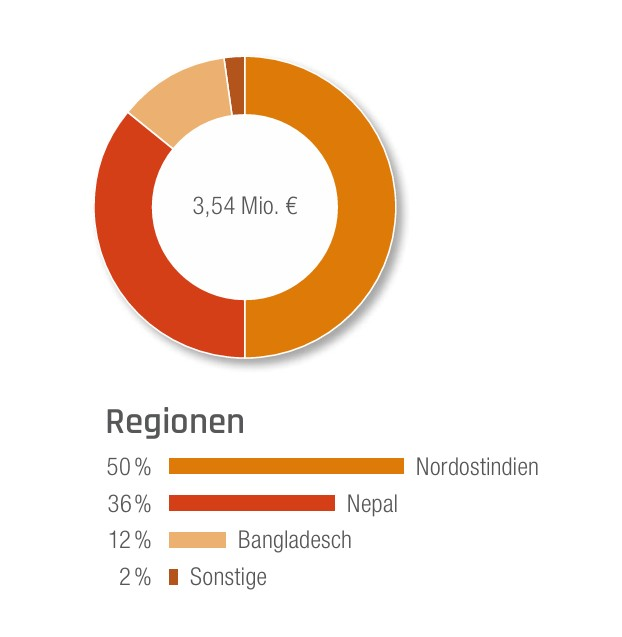
Childaid Network Mittel pro Projektregion 2024

Ziel der Berufsbildungsprogramme ist es, benachteiligten Jugendlichen eine Perspektive in ihrer Heimat zu geben, Verdienstmöglichkeiten zu schaffen und die Abwanderung der Jugend in die Slums der Metropolen oder in Hilfsarbeiterjobs im Ausland zu stoppen. Folgende Projektansätze kommen dabei zum Tragen:
- Ausbildung benachteiligter Jugendlicher in Handwerksberufen in Berufsbildungsstätten
- Durchführung dezentraler Trainingskurse
- Förderung von Verbesserungen landwirtschaftlicher Anbaumethoden
- Förderung von Unternehmensgründungen
- Schulungen von Trainern, Kleinunternehmern, Mitgliedern von Selbsthilfegruppen

#### Kinderrechte
Childaid Network fördert Projekte, die dem Schutz von Kindern dienen und ihnen eine Entwicklung in geeigneten und sicheren Räumen ermöglichen. Zu diesen Projekten gehören:
- Kinderheime für Waisenkinder, verstoßene, traumatisierte oder behinderte Kinder
- Patenprogramme für bedürftige Kinder
- Temporäre Betreuung von Kindern ohne Familienanschluss in Gruppen
- Dezentrale Betreuung benachteiligter Kinder
- Nachbarschaftszentren für Straßenkinder
- Initiativen zum Kindesschutz im ländlichen Raum
- Mädchenclubs, Kinderparlamente, Gefangenenbesuche

#### Gesundheitsförderung
In Sinne einer ganzheitlichen Entwicklung benachteiligter Kinder führt Childaid Network auch Projekte zur Gesundheitsvorsorge durch. Folgende Projektansätze kommen dabei zum Tragen:
- Hygieneschulungen in Schulklassen
- Kurse für Frauen- und Säuglingsgesundheit
- Ausstattung von Medical Posts in entlegenen Bergregionen
- Schulung des medizinischen Personals

#### Corona Nothilfe
In der akuten Phase der Pandemie hat Childaid Network 100.000 Menschen aktiv mit Nothilfe unterstützt. Hierzu gehörten:
- Lebensmittelpakete für infizierte Kinder und ihre Familien
- Schutz- und Hygienekits für Kinder und Jugendliche
- Ausstattung von Gesundheitsposten mit Schutzmaterial
- Aufklärung, Hygiene- und Verhaltenstrainings
- Lernpakete für Kinder im Homeschooling.

## Transparenz und Finanzen

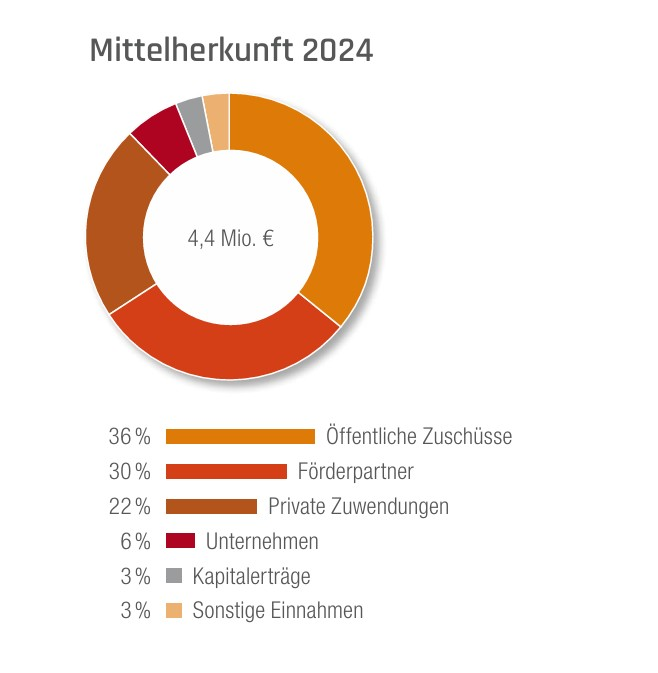
Childaid Network Mittelherkunft 2024

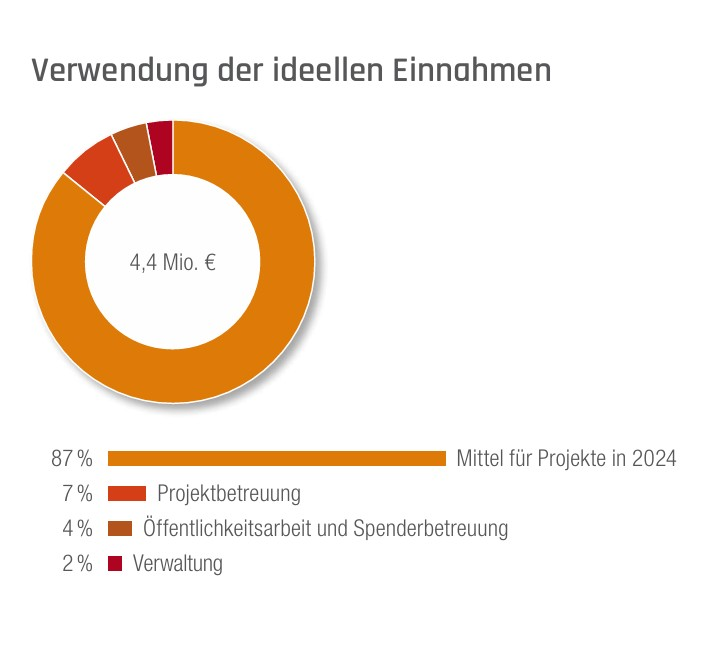
Childaid Network Ideelle Einnahmen 2024

Im Jahr 2024 betrugen die ideellen Einnahmen 4,4 Mio. Der größte Teil stammt aus öffentlichen Zuwendungen (36 %), Zuwendungen von Förderpartnern (30 %) und privaten Zuwendungen (22 %). Die Kosten für Öffentlichkeitsarbeit, Spenderbetreuung und Verwaltung betrugen 2024 insgesamt 5,9 % (nach der Definition des DZI). Der größte Teil der Projektmittel floss 2024 in Schulprogramme (61 %). Weitere 17 % kamen Projekten für Berufsbildung zugute. Mit insgesamt 12 % der Mittel wurden Projekte für Gesundheit und Kindesschutz gefördert. Der überwiegende Anteil der Mittel wurde 2024 für Projekte in Nordostindien eingesetzt (50 %).

## Organisation und Mitgliedschaften
Die Stiftung wird von einem dreiköpfigen ehrenamtlichen Vorstand geleitet, der auch geschäftsführend tätig ist. Derzeit gehören dem Vorstand neben dem Stifter Dr. Martin Kasper, Michael Legeland und Sandra Hörbelt an. Der Stiftungsvorstand wird von einem Stiftungsrat begleitet, beraten und überwacht. Dieser besteht derzeit neben der Stifterin Dr. Brigitta Cladders aus Dr. Dietrich Garlichs, Hermann-Henrich Holtermann, Jan-Berend Holzapfel, Dr. Thomas Kreuzer, Dr. Claudia Lücking-Michel, Frank Riemensperger, Prof. Dr. Ursula Fasselt und Prof. Dr. Joachim Valentin. Vorsitzender des Stiftungsrates ist seit Januar 2024 Frank Riemensperger. Er folgt auf Cornelia Richter, die diese Rolle seit 2021 innehatte. Botschafter des Kinderhilfswerks sind Mitri Sirin, Nicolai Friedrich und Daniel Fischer.
Das Kernteam der Stiftung besteht aus mehr als 50 vorwiegend ehrenamtlichen Mitarbeitern; insgesamt hat die Stiftung ein Netzwerk von weit über hundert ehrenamtlichen Helfern. Childaid Network versteht sich als Teil eines Netzwerkes von Gleichgesinnten und führt gemeinsame Vortragsveranstaltungen, wie den Königsteiner Salon und Konferenzen mit für ähnliche Ziele arbeitenden Organisationen durch.
Childaid Network trägt das DZI-Spenden-Siegel und ist Mitglied bei VENRO und der Initiative Transparente Zivilgesellschaft.

## Auszeichnungen
- 2011: Stiftung des Jahres in Hessen[23][24]
- 2012: Filippas Engel[25]
- 2021: UBS Optimus Foundation Covid-19 Relief Video Prize